# Lp-ruimte
Let op: de juiste naam is {\displaystyle L^{p}}-ruimte .
In de functionaalanalyse, een deelgebied van de wiskunde, zijn Lp-ruimten functieruimten die zijn gedefinieerd door gebruik te maken van natuurlijke veralgemeningen van {\displaystyle p}-normen voor eindig--dimensionale vectorruimten. Zij worden soms ook Lebesgue-ruimtes genoemd naar Henri Lebesgue, hoewel zij volgens Bourbaki in 1910 voor het eerst door Riesz werden geïntroduceerd. Zij vormen een belangrijke klasse van voorbeelden van banachruimten in de functionaalanalyse en van topologische vectorruimten. Lebesgue-ruimten vinden toepassingen in de natuurkunde, statistiek, financiën, techniek en andere disciplines.

## Klassieke definitie
Zij {\displaystyle 1\leq p<\infty }. Definieer {\displaystyle l^{p}} als de verzameling oneindige rijen reële getallen {\displaystyle (a_{0},a_{1},\ldots ,a_{n},\ldots )} met de eigenschap dat de reekssom van hun {\displaystyle p}-de machten absoluut convergeert:
{\displaystyle \sum _{i=0}^{\infty }|a_{i}|^{p}<\infty }.
De verzameling {\displaystyle l^{p}} vormt een vectorruimte met de puntsgewijze optelling van rijen en de puntsgewijze vermenigvuldiging met een reëel getal:
{\displaystyle r\cdot (a_{0},a_{1},\ldots ,a_{n},\ldots )+s\cdot (b_{0},b_{1},\ldots ,b_{n},\ldots )=(ra_{0}+sb_{0},ra_{1}+sb_{1},\ldots ,ra_{n}+sb_{n},\ldots )}
De {\displaystyle p}-de machtswortel van bovenstaande reekssom is een norm:
{\displaystyle \|(a_{i})_{i}\|_{p}=\left(\sum _{i=0}^{\infty }|a_{i}|^{p}\right)^{1 \over p}}
De hiermee geassocieerde metrische ruimte is volledig, {\displaystyle l^{p}} is dus een banachruimte.
Als {\displaystyle p>1}, dan is de duale banachruimte van {\displaystyle l^{p}} op natuurlijke wijze isometrisch met de banachruimte {\displaystyle l^{q}}, waar {\displaystyle {\tfrac {1}{p}}+{\tfrac {1}{q}}=1.} De natuurlijke isometrie wordt gegeven door een rij {\displaystyle (b_{0},b_{1},\ldots ,b_{n},\ldots )} uit {\displaystyle l^{q}} als volgt als een functionaal te laten werken op een rij {\displaystyle (a_{0},a_{1},\ldots ,a_{n},\ldots )} uit {\displaystyle l^{p}}:
{\displaystyle (a_{0},a_{1},\ldots ,a_{n},\ldots )\mapsto \sum _{i=0}^{\infty }a_{i}b_{i}}.
De ongelijkheid van Hölder garandeert dat bovenstaande reeks absoluut convergeert. Als {\displaystyle p=2}, dan is ook {\displaystyle q=2}. De ruimte {\displaystyle l^{2}} is een hilbertruimte met als scalair product het rechterlid van bovenstaande uitdrukking.
De verzameling {\displaystyle l^{\infty }} bestaat uit alle begrensde reële rijen. Dit wordt een banachruimte met de supremumnorm
{\displaystyle \|(a_{i})_{i}\|_{\infty }=\sup _{i=0}^{\infty }|a_{i}|}
De geïnduceerde topologie is die van de uniforme convergentie. Omdat, met een beetje goede wil, {\displaystyle {\tfrac {1}{1}}+{\tfrac {1}{\infty }}=1,} lijkt het aannemelijk dat {\displaystyle l^{\infty }} de duale ruimte is van {\displaystyle l^{1},} en dit blijkt ook waar te zijn. Het omgekeerde is echter niet waar: {\displaystyle l^{1}} komt op natuurlijke wijze overeen met een echte deelruimte van de duale van {\displaystyle l^{\infty }.}

## Algemene definitie
Bovenstaande {\displaystyle l^{p}}-ruimte wordt gegeneraliseerd tot {\displaystyle L^{p}}-ruimte, gedefinieerd aan de hand van integreerbare klassen van reële functies in de zin van de Lebesgue-integraal.
We geven hier de algemene definitie met klassen van integreerbare functies op een maatruimte {\displaystyle (\Omega ,{\mathcal {A}},\mu )}. De functies nemen waarden aan in de reële getallen {\displaystyle \mathbb {R} } of in de complexe getallen {\displaystyle \mathbb {C} }. De theorie is sterk analoog in beide gevallen, en we gebruiken de letter {\displaystyle \mathbb {K} } om een van de twee lichamen aan te geven. De topologische vectorruimten die we definiëren, zijn vectorruimten over {\displaystyle \mathbb {K} }.
Zij {\displaystyle 0<p<\infty }. Definieer {\displaystyle {\mathcal {L}}^{p}} als de verzameling {\displaystyle {\mathcal {A}}}-meetbare functies {\displaystyle f:\Omega \to \mathbb {K} } waarvan de {\displaystyle p}-de macht absoluut integreerbaar is:
{\displaystyle \int _{\Omega }|f(\omega )|^{p}d\mu (\omega )<\infty }.
Zij {\displaystyle {\mathcal {N}}} de lineaire deelruimte van de functies met {\displaystyle \int _{\Omega }|f(\omega )|^{p}d\mu (\omega )=0} (nulfuncties). Dan is bovenstaande uitdrukking nog steeds welgedefinieerd op de nevenklassen van {\displaystyle {\mathcal {N}}} in {\displaystyle {\mathcal {L}}^{p}}. We gebruiken nog steeds de notatie {\displaystyle f} voor equivalentieklassen van functies modulo {\displaystyle {\mathcal {N}}} (al is dan {\displaystyle f(\omega )} onbepaald voor een {\displaystyle \omega } met {\displaystyle \mu (\omega )=0}), en noteren {\displaystyle L^{p}={\mathcal {L}}^{p}/{\mathcal {N}}} voor de quotiëntruimte.
Als {\displaystyle p\geq 1}, dan is
{\displaystyle \|f\|_{p}=(\int _{\Omega }|f(\omega )|^{p}d\mu (\omega ))^{1 \over p}}
een norm op {\displaystyle L^{p},} en {\displaystyle (L^{p},\|.\|_{p})} is een banachruimte.
Als {\displaystyle 0<p<1}, dan is de functie
{\displaystyle d(f,g)=\int _{\Omega }|f(\omega )-g(\omega )|^{p}d\mu (\omega )}
een translatie-invariante metriek op {\displaystyle L^{p}}, en {\displaystyle (L^{p},d)} is een volledige metrische ruimte. In de functionaalanalyse heet dit een F-ruimte. Deze ruimte is echter niet lokaal convex, dus geen fréchet-ruimte.
Definieer {\displaystyle L^{\infty }} als de verzameling meetbare functieklassen op {\displaystyle \Omega } die essentieel begrensd zijn in de zin dat
{\displaystyle \|f\|_{\infty }=\inf _{N\in {\mathcal {A}},\mu (N)=0}\sup _{\omega \in \Omega \setminus N}|f(\omega )|<\infty }.
Bovenstaande uitdrukking heet het essentieel supremum van {\displaystyle f}. Het is het supremum van de absolute waarde van {\displaystyle f} op eventuele nulverzamelingen na.
Dan is {\displaystyle (L^{\infty },\|.\|_{\infty })} een banachruimte.

## Bijzondere gevallen

De -ruimte op een puntenpaar (met de telmaat) levert voor elke waarde van een bijzondere norm in het vlak. De eenheidsbol in een dergelijke genormeerde vectorruimte is puntig of afgeplat, naargelang de waarde van kleiner of groter is dan 2.

De ruimten {\displaystyle l^{p}} komen terug als bijzonder geval door als maatruimte de telmaat op de natuurlijke getallen te nemen. De {\displaystyle L^{p}}-ruimten van reële functies krijgt men met de Lebesgue-maat op de reële getallen.
Als {\displaystyle \mu } een eindige maat is, en {\displaystyle 1\leq p\leq q\leq \infty }, dan volgt uit de ongelijkheid van Jensen dat {\displaystyle L^{q}} een deelverzameling is van {\displaystyle L^{p}}. De twee normen zijn uiteraard verschillend (en normaal gesproken zelfs niet topologisch equivalent) op de deelverzameling; in het bijzonder is de deelverzameling niet noodzakelijk gesloten in de topologie van de grotere ruimte.

## Samenvattend en om verwarring te voorkomen
Er wordt hier onderscheid gemaakt tussen drie verschillende ruimten.
{\displaystyle l^{p}(X)}
gaat over de convergentie van reeksen, 
{\displaystyle {\mathcal {L}}^{p}}
gaat over de integreerbaarheid van functies en 
{\displaystyle L^{p}}
gaat over equivalentieklassen van integreerbare functies.
{\displaystyle l^{p}}
is een bijzonder geval van {\displaystyle L^{p}}. Beide zijn banachruimten. Voor {\displaystyle p=2} zijn het allebei hilbertruimten.
{\displaystyle {\mathcal {L}}^{p}} is slechts een tussenstadium in de constructie van {\displaystyle L^{p}}, het is in het algemeen zelfs geen topologische vectorruimte.

## Voetnoten
1. ↑  Dunford, Schwartz, (1958) loc III.3
2. ↑  Bourbaki (1987)
3. ↑  Riesz (1910)